# Isabelle Vieira
Isabelle Marques Vieira (13 de novembro de 1971) é uma nadadora brasileira, que participou de uma edição dos Jogos Olímpicos pelo Brasil.

## Trajetória esportiva
Isabelle nadou pelo Clube Curitibano com o técnico Carlos Ernesto Fernandez Horovitz até o final de 1987 e, depois, transferiu-se para o Esporte Clube Pinheiros.
Participou da equipe de revezamento 4x100 metros nado livre nos Jogos Pan-Americanos de 1987 em Indianápolis.
Foi aos Jogos Olímpicos de 1988 em Seul, onde nadou as provas dos 100 metros nado livre, terminando em 37º lugar, e o revezamento 4x100 metros nado livre, terminando em 11º lugar.
Nos Jogos Pan-Americanos de 1991 em Havana, conquistou uma medalha de bronze no revezamento 4x100 metros livre, junto com Paula Marsiglia, Paula Renata Aguiar e Paoletti Filippini.
Atualmente compete na categoria máster.